# Воланд
Воланд је лик из књиге Михаила Афанасијевича Булгакова „Мајстор и Маргарита“. Воланд је мистериозни странац и професор чије појављивање у Москви покреће радњу читавог романа. Сваком човеку се приказује другачије.  „Један каже да је био низак, имао златан зуб и храмао на десну ногу. Други каже да је био човек енормне висине, са платинастим круницама, и храмао на леву ногу. Трећи лаконски говори да није било никаквих специјалних карактеристика на њему.“

## Име
Воландово име је облик демона који се појављује у Гетеовом „Фаусту“ (витез Фаланд). Његови дружбеници га ословљавају са „месире“, француским почасним звањем за угледне људе (адвокате, свештенике...)

## Прави идентитет
Његова демонска пратња, улога у роману и чињеница да је Фаланд стара германска реч за Сатану говоре у прилог тврдњи да је он заправо, сам Ђаво, али постоје и контроверзније интерпретације које њега тумаче као Светог Петра или као други Христов силазак на земљу.